# منتخب تونغا لسباعيات الرغبي للسيدات
منتخب تونغا لسباعيات الرغبي للسيدات (بالإنجليزية: Tonga women's national rugby sevens team)‏ هو ممثل تونغا الرسمي في المنافسات الدولية في سباعيات الرغبي للسيدات.